# Giebułtów (Cracovie)
Pour les articles homonymes, voir Giebułtów.
Giebułtów est une localité polonaise de la gmina de Wielka Wieś, située dans le powiat de Cracovie en voïvodie de Petite-Pologne.